# Vidin (obchtina)
La commune de Vidin (en bulgare община Видин - Obchtina Vidin) est située dans le nord-ouest de la Bulgarie.

## Géographie
La commune de Vidin est située dans le nord-ouest de la Bulgarie, à 220 km au nord-nord-ouest de la capitale Sofia.
Son chef lieu est la ville de Vidin et elle fait partie de la région administrative de Vidin.

## Administration

### Structure administrative
La commune compte 2 villes et 32 villages :
| - ville de Vidin - village de Dounavtsi - village d'Akatsiévo - village d'Antimovo - village de Béla Rada - village de Botévo - village de Boukovéts - village de Dinkovitsa - village de Dolni Bochnyak - village de Droujba | - village de Gaïtantsi - village de Général Marinovo - village de Gomotartsi - village de Gradets - village de Inovo - village de Ivanovtsi - village de Jéglitsa - village de Kalénik - village de Kapitanovtsi - village de Kochava | - village de Koutovo - village de Maïor Ouzounovo - village de Novoséltsi - village de Péchakovo - village de Plakoudér - village de Pokraïna - village de Rouptsi - village de Sinagovtsi - village de Slana bara - village de Slanotran | - village de Tarnyané - village de Tsar Siméonovo - village de Vartop - village de Voïnitsa |

### Jumelages
La commune de Pétritch est jumelée avec les collectivités territoriales suivantes :
- West Carlton (États-Unis)
- Hódmezővásárhely (Hongrie)
- Calafat (Roumanie)
- Zaječar (Serbie)
- Demré (Turquie)
- Rivne (Ukraine)

En outre, elle a des liens avec les villes partenaires suivantes :
- Deggendorf (Allemagne)
- Ulm (Allemagne)
- Debar (Macédoine)
- Lecco (Italie)

## Galerie

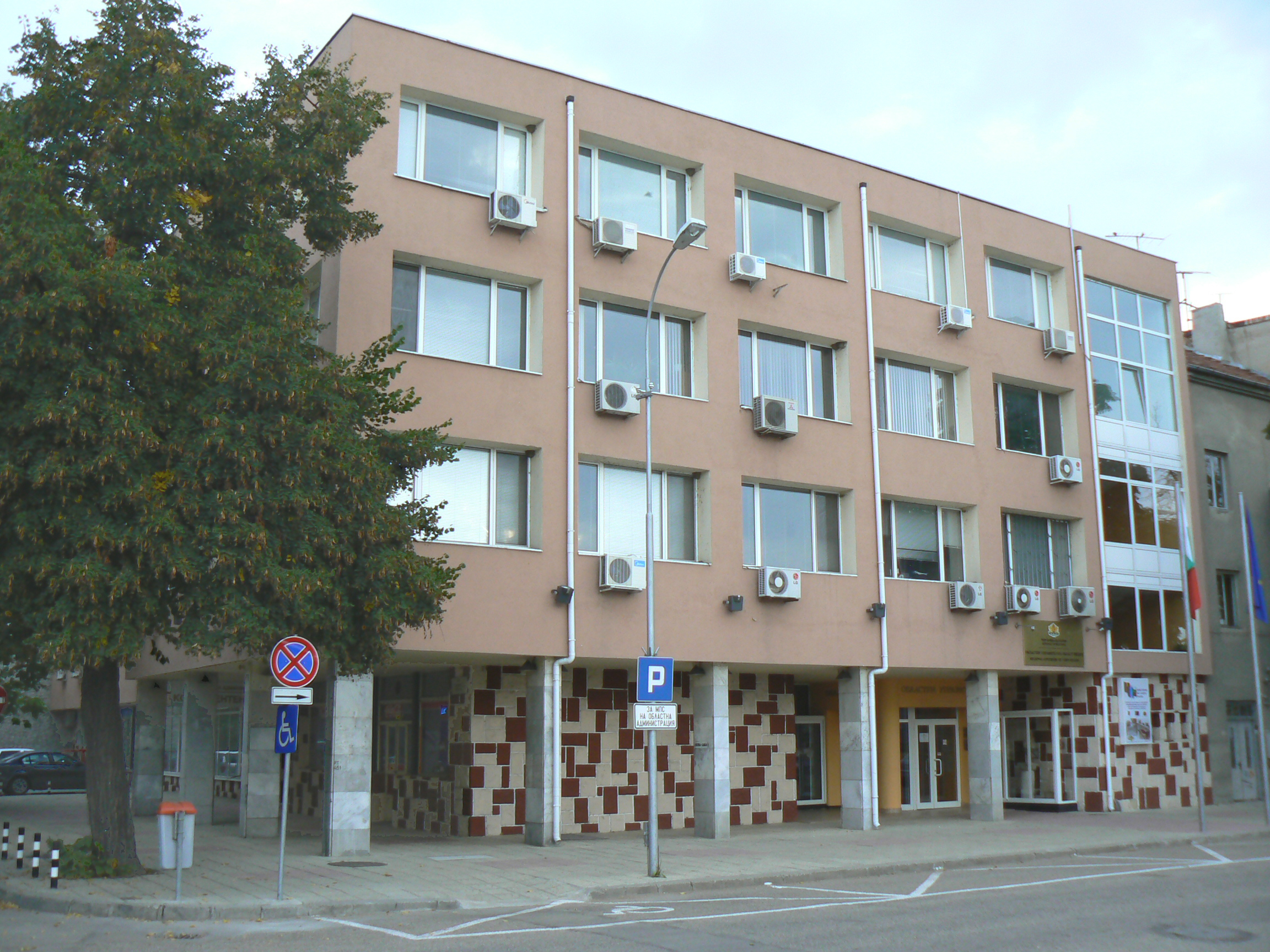
La mairie de Vidin
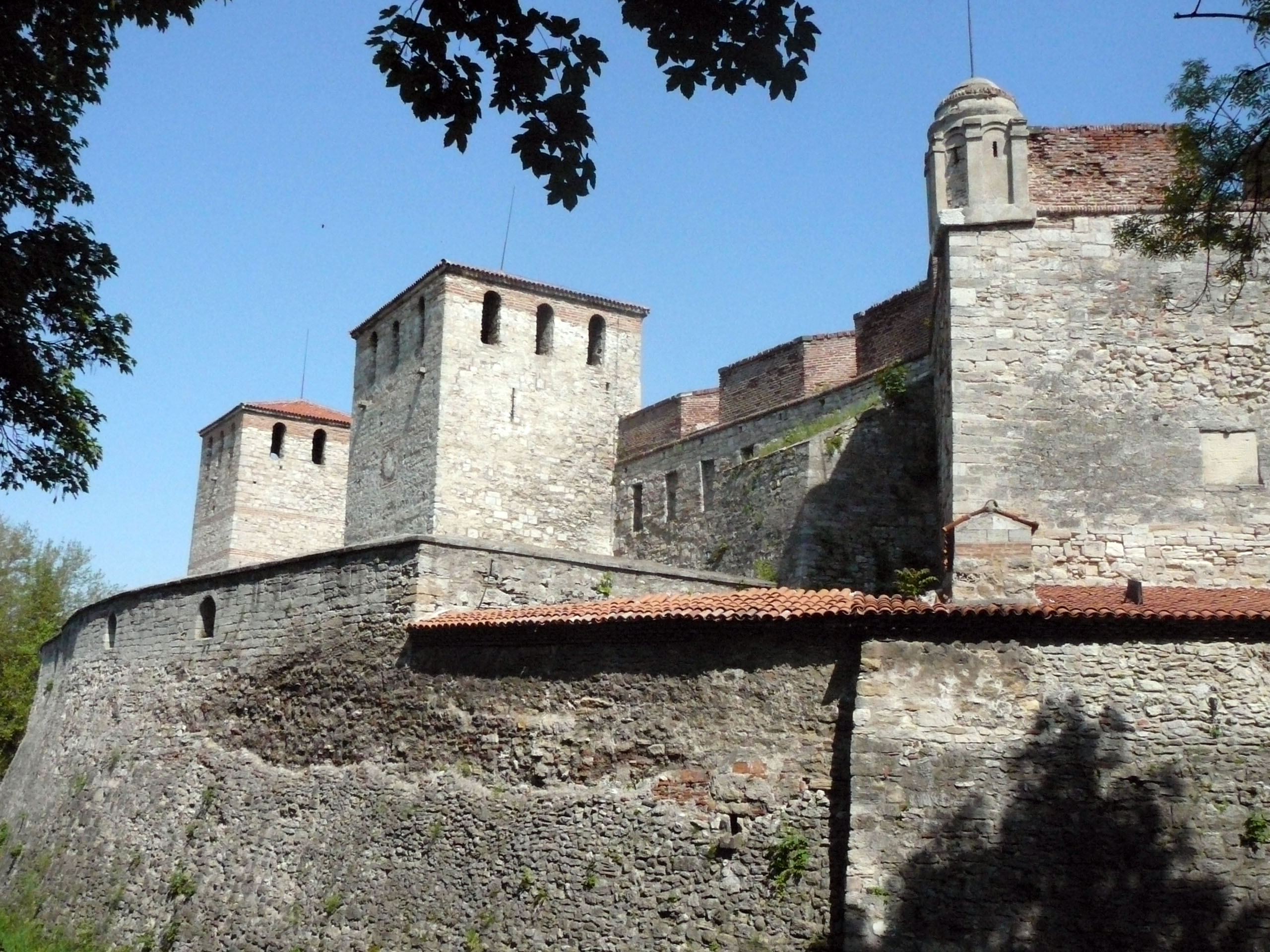
La ferteresse médiévale Baba Vida
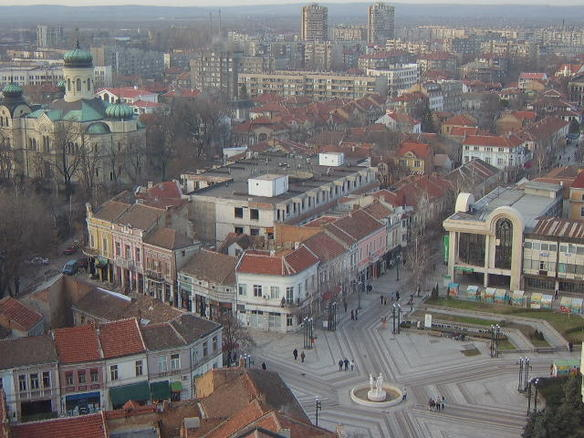
Centre-ville de Vidin
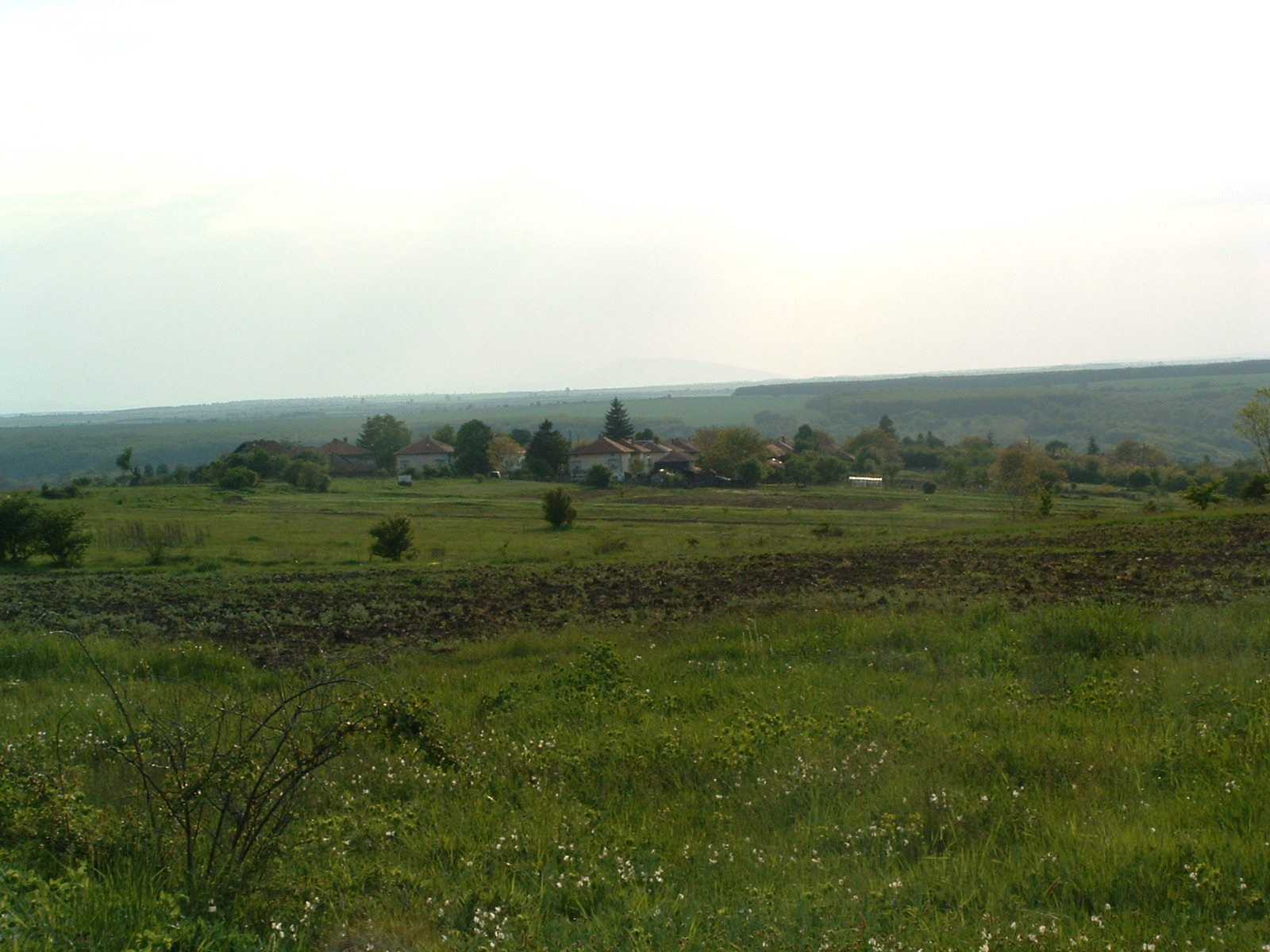
Vue d'Ivanovtsi
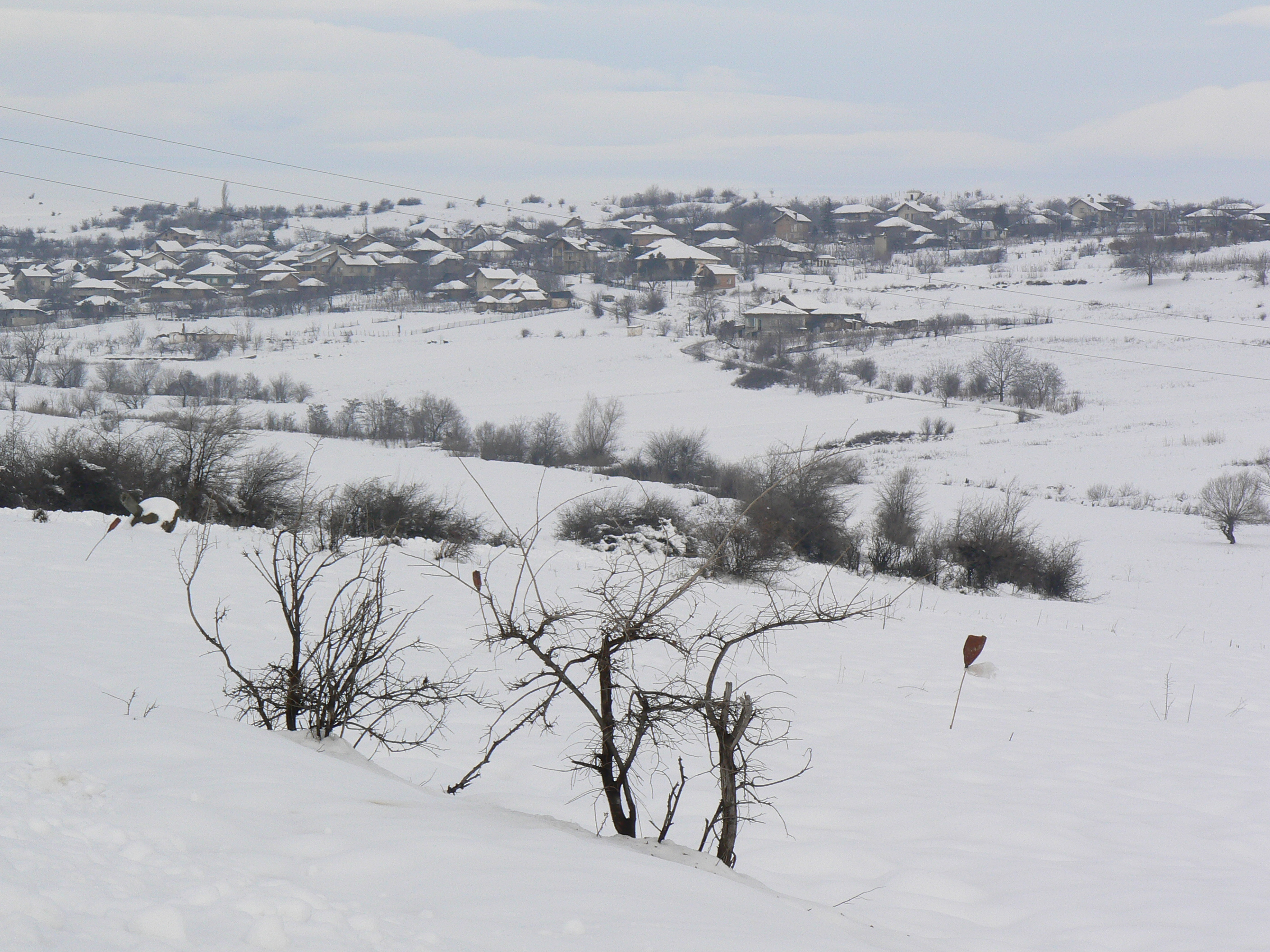
Le village de Plakoudér en hiver
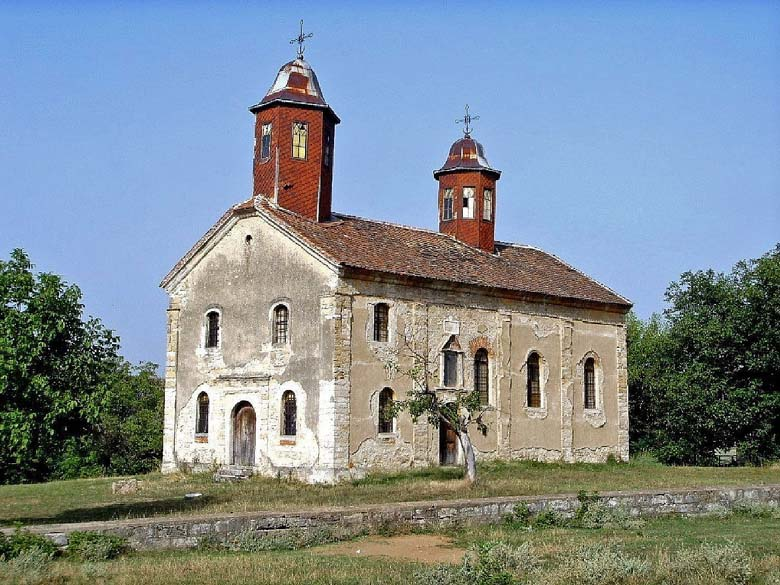
Ruines de l'église Saints Constantin et Hélène à Sinagovtsi